# إسفيناني ثنائي
في الهندسة، الإسفيناني الثنائي أو الإسفيني الثنائي (الإنجليزية: Disphenoid، من اليونانية  sphenoeides 'شبيه بالإسفين') هو رباعي وجوه تكون وجوهه الأربعة مثلثات حادة الزوايا متطابقة. يمكن أيضًا وصفه بأنه رباعي وجوه يكون لكل حَرْفَيْه المتقابلين طول متساوٍ. الأسماء الأخرى لنفس الشكل هي رباعي الوجوه المتساوية، الإسفيناني، رباعي الوجوه المثلثة المتساوية الساقين، رباعي الوجوه المنتظم تقريبًا.
جميع الزوايا المجسمة وأشكال رؤوس الإسفيناني الثنائي متساوية، ومجموع زوايا الوجوه عند كل رأس يساوي زاويتين قائمتين. ومع ذلك، فإن الإسفيناني الثنائي ليس متعدد وجوه منتظم، لأن وجوهه عمومًا ليست مضلعات منتظمة، وحروفه لها ثلاثة أطوال مختلفة.